# Myrmotherula unicolor
Myrmotherula unicolor là một loài chim trong họ Thamnophilidae.
Đây là loài đặc hữu của Brazil.
Môi trường sống tự nhiên của chúng là rừng ẩm vùng đất thấp nhiệt đới hoặc cận nhiệt đới và vùng cây bụi khô nhiệt đới hoặc cận nhiệt đới. Chúng bị đe dọa do mất môi trường sống.